# 趙一虎
趙一虎（Tiger Chao，1986年7月10日—），男演員。出生於台灣台北。2016年由廣告入行，參與過多部電影、電視、短片、MV、廣告演出。

## 經歷
趙一虎出生於台灣台北市，就讀潭陽國小、網溪國小、永和國中、復興商工及中國科技大學，畢業於景文科技大學國際貿易系。

## 演出作品

### 電影
| 年份 | 片名                   | 導演           | 飾演   | 合作演員             | 備註 |
| 2016 | 胸性大發               | 胡皓翔         | 虎哥   | 黃鐙輝、安俊朋       | 反派 |
| 2018 | 阮氏碧花與她的兩個男人 | 朱家麟         | 膨腹仔 | 安心亞、喜翔、黃健瑋 | 反派 |
| 2019 | 皮蛋食堂               | Paris ZArcilla | 馬力歐 | 柯叔元               | 反派 |
| 2019 | 極速風雲               | 汪英杰         | 阿坤   | 柯家豪、王俊棠       | 男二 |
| 2025 | 器子                   | 簡學彬         | 弘哥   | 張孝全、李沐         | 反派 |
| 2025 | 凶宅怨靈               | 朱迅           | 阿正   | 劉洛、高維蔓         | 男二 |

### 電視劇
| 年份   | 電視臺               | 劇名             | 導演   | 飾演         | 合作演員 | 備註 |
| 2017年 | 台視 八大綜合台 公視 | 植劇場－積木之家 | 廖士涵 | 精神科醫生乙 | 范宸菲   | 客串 |
| 2017年 | 東森電視             | 獅子王強大       | 陳保中 | 年輕白文良   | 江振愷   | 配角 |

### MV
| 年份   | 歌手 | 專輯         | 歌名                                | 備註     |
| 2019年 | 黃妃 | 我若是黃倩倩 | 無人聽有的歌 （页面存档备份，存于） | 特別演出 |
| 2020年 | 黃妃 | 色違         | 無關 （页面存档备份，存于）         | 特別演出 |

## 外部連結
- 趙一虎的Facebook專頁
- 趙一虎的Instagram帳戶
- 趙一虎的新浪微博
- 趙一虎在豆瓣上的资料（简体中文）